# Konjeniški portret Karla V.
Konjeniški portret Karla V. (tudi cesar Karel V. na konju ali Karel V. v Mühlbergu) je slika v olju na platnu italijanskega renesančnega umetnika Tiziana. Ustvarjen med aprilom in septembrom 1548, ko je bil Tizian na cesarskem dvoru v Augsburgu, je poklon Karlu V., cesarju Svetega rimskega cesarstva, po njegovi zmagi v bitki pri Mühlbergu aprila 1547 proti protestantskim vojskam.
Portret delno pridobi svoj učinek zaradi svoje neposrednosti in občutka vsebovane moči: zdi se, da je konjeva moč pod nadzorom, Karlov briljantno sijoč oklep in globoke rdeče barve na sliki pa spominjajo na boj in junaštvo. Po Hughu Trevor-Roperju se »ne veseli svoje zmage. Je vztrajen, nadzorovan, zamišljen, a veder«. Tizian je posnel vse elemente v ospredju - konja, njegovo kaparizono in jezdečev oklep - od tistih, ki so bili uporabljeni v dejanski bitki. Tako oklep kot jermen sta preživela in ju hranijo v kraljevi orožarni v Madridu. Bila je v španski kraljevi zbirki, dokler ni bila leta 1827 prenesena v muzej Prado.

## Naročilo
Portret je naročila Karlova sestra, Marija Avstrijska, madžarska kraljica, pri čemer je Karel določil, kako želi biti predstavljen. Cesar se je zelo zavedal pomena portreta pri določanju, kako ga vidijo drugi in cenil je ne le Tizianovo slikarsko mojstrstvo, ampak tudi umetnikov način, kako ga je predstavil kot vladarja.
Med istim obiskom je bil naslikan Karlov sedeči portret, katerega prva različica je zdaj v Münchnu. Tizian je osebno spoznal Karla V. in do takrat je naslikal druge njegove portrete. Zelo inteligenten človek, Tizian je bil hitra, duhovita in preprosta družba. V času nastanka tega portreta je razvil tako močno prijateljstvo s Karlom, da so se cesarjevi dvorjani počutili nelagodno, ko se je slikarju prepustil v zaupanju. Medtem ko je bil v Augsburgu, je Tizian dobil stanovanje blizu Karlovega, kar je omogočilo enostaven dostop in pogosta srečanja s cesarjem.
Med bivanjem v Augsburgu je Tizian naslikal dva portreta Karla V.: konjeniški portret in sedeči civilni portret. Tizian je cesarski Augsburg opisal kot slavo sveta in svojemu prijatelju Lorenzu Lottu povedal, da je obkrožen z vsemi naklonjenostmi dvora in cesarja.

## Opis
Slika vsebuje mešanico slgoov; prehodi, kot sta oklep in jermen, prikazujejo realizem Tizianovih zgodnjih del, medtem ko so drevesa, pokrajina in nebo zgrajeni iz širokih odtenkov barv in močnih potez čopiča, povezanih z njegovim delom od 1540-ih dalje. Vsebuje presenetljivo malo ikonografskih elementov, ki pa jih ne manjka. Pietro Aretino, sodobni pisatelj, ki ga je naslikal Tizian, je predlagal, naj vključi običajna sklicevanja na vero in slavo. Sulica aludira na svetega Jurija, zgled »tradicionalne podobe vojaškega viteza svetnika«. Rdeča okoli Karlove čelade, njegovega pasu in na konjevi opremi predstavlja katoliško vero v vojnah 16. stoletja. Tizian si je tako želel ujeti tako žive rdeče barve, da je zahteval, da se iz Benetk v Augsburg pripelje pol funta rdeče barve. Njegovo navodilo razkriva, da se mu je ta pigment zdel »tako goreč in tako čudovit ... da bo v primerjavi s tem škrlatna barva na žametu in svili postala manj lepa«.
S črpanjem iz virov, kot so rimska vojaška umetnost (kip Marka Avrelija na konju), renesančne konjeniške podobe, kot so gravure Hansa Burgkmairja, in morda Dürerjeva grafika iz leta 1513 Vitez, smrt in hudič, Tizian odstopa od tradicionalnega upodabljanja jezdeca na konju, pri katerem je ena od konjevih prednjih nog dvignjena (kot je prikazano v spodnji galeriji rimskih in renesančnih del). Namesto tega se konj nekoliko dvigne nazaj ali pa se morda požene v galop, pri čemer se le zadnje noge dotikajo tal, medtem ko Karel še vedno drži vajeti narahlo, pokončno, a lahkotno, kar kaže na njegovo napredno jahanje. Vpliv Dürerjeve grafike je subtilen. Dürerjev vitez jezdi skozi temne gozdove, mimo figur, ki predstavljajo zlo in smrtnost, vključno s hudičem s prašičjim gobcem in smrtjo, ki jezdi bledega konja. V nasprotju s tem se Karel pojavi iz temnega gozda v odprto, čeprav zamišljeno pokrajino.
Tizian ustvarja napetost med cesarjevo starostjo in telesno šibkostjo ter njegovim slovesom močnega in odločnega, dinamičnega voditelja. To je najbolj očitno v dejstvu, da Tizian upodablja Karla junaško, vendar ga postavi v mirno okolje zore, v kateri ni znakov bitke. Karlovo krhkost poudarjajo temni oblaki nad glavo, njegova utrujena mimika in šibka čeljust (njegova spodnja čeljust štrli čez linijo zgornjega dela), čeprav je to subvertirano, tako da namesto tega izraža njegovo odločnost. Karel je poleg tega trpel za protinom in v resnici je bil v bitko odnesen v nosilnici. V portretu Tizian doseže občutek stabilnosti in nadzora skozi prehode, kot so temno pobarvan les za jezdecem, enakomerno zastrto nebo in Karlov odmaknjeni, a jekleni pogled v daljavo. Občutek gibanja naprej nakazuje kot kopja in jurišnega konja, ko Karel in konjenik prispeta v odprto pokrajino. S Karlovo zmago odmeva tudi nebo, ki pa tako kot pokrajina vsebuje temne podtone. Nebo velja za Tizianovo najboljše in je bilo opisano kot »ognjeno in zasenčeno, z zlato svetlobo, ki se bori z modrimi, smrtonosnimi oblaki na pokrajini, [ki] nakazuje neizmernost vesolja, v katerem kraljuje Karel, in zamišljeno, notranjo pokrajino duše«.

## Vpliv
Številni poznejši konjeniški portreti monarhov in vladarjev kažejo dolg Tizianovi upodobitvi Karla. Bolj očitna in dobro znana dela so Konjeniški portret Karla I. Anthonisa van Dycka iz leta 1620, ki vključuje številne Tizianove ideale. Goyev konjeniški portret vojvode Wellingtonskega iz leta 1812 se še dodatno razširi, odstrani občutek junaštva in predstavi zmanjšano, izolirano figuro, premajhno v primerjavi s konjem, skoraj preobremenjeno s pokrajino okoli sebe, ki se požene proti temnemu nebu.

## Galerija
- Lesorez Hansa Burgkmairja, ki prikazuje cesarja Maksimilijana I., (1508)
- Konjeniški portret Karla I., Anthonis van Dyck, c. 1637–38
- Portret vojvode Wellingtona , Francisco Goya, 1812
- Portret Karla V., naslikan v istem obdobju, 1548, Stara pinakoteka, München